# Блюдце для ложок

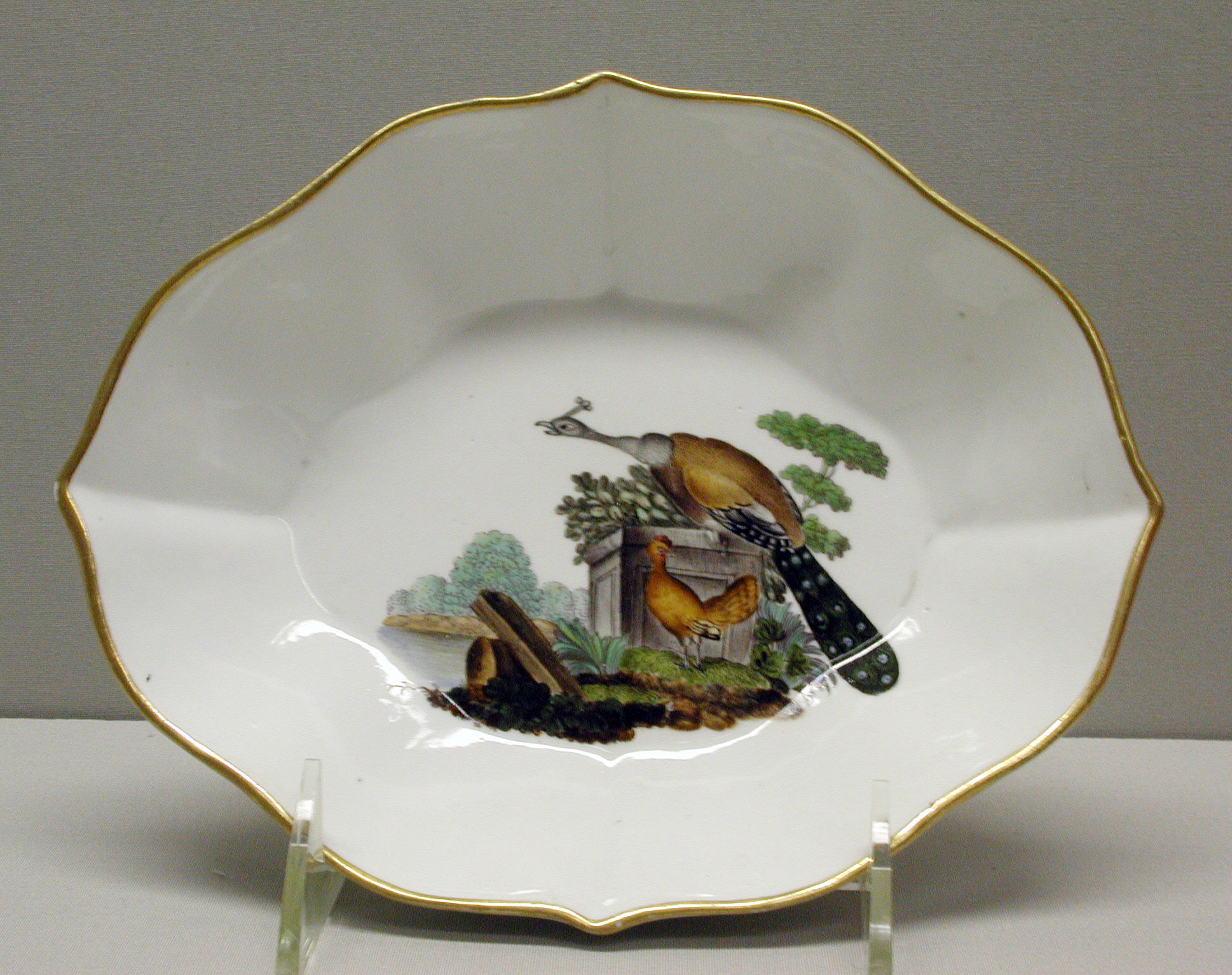
Порцелянове блюдце для ложок

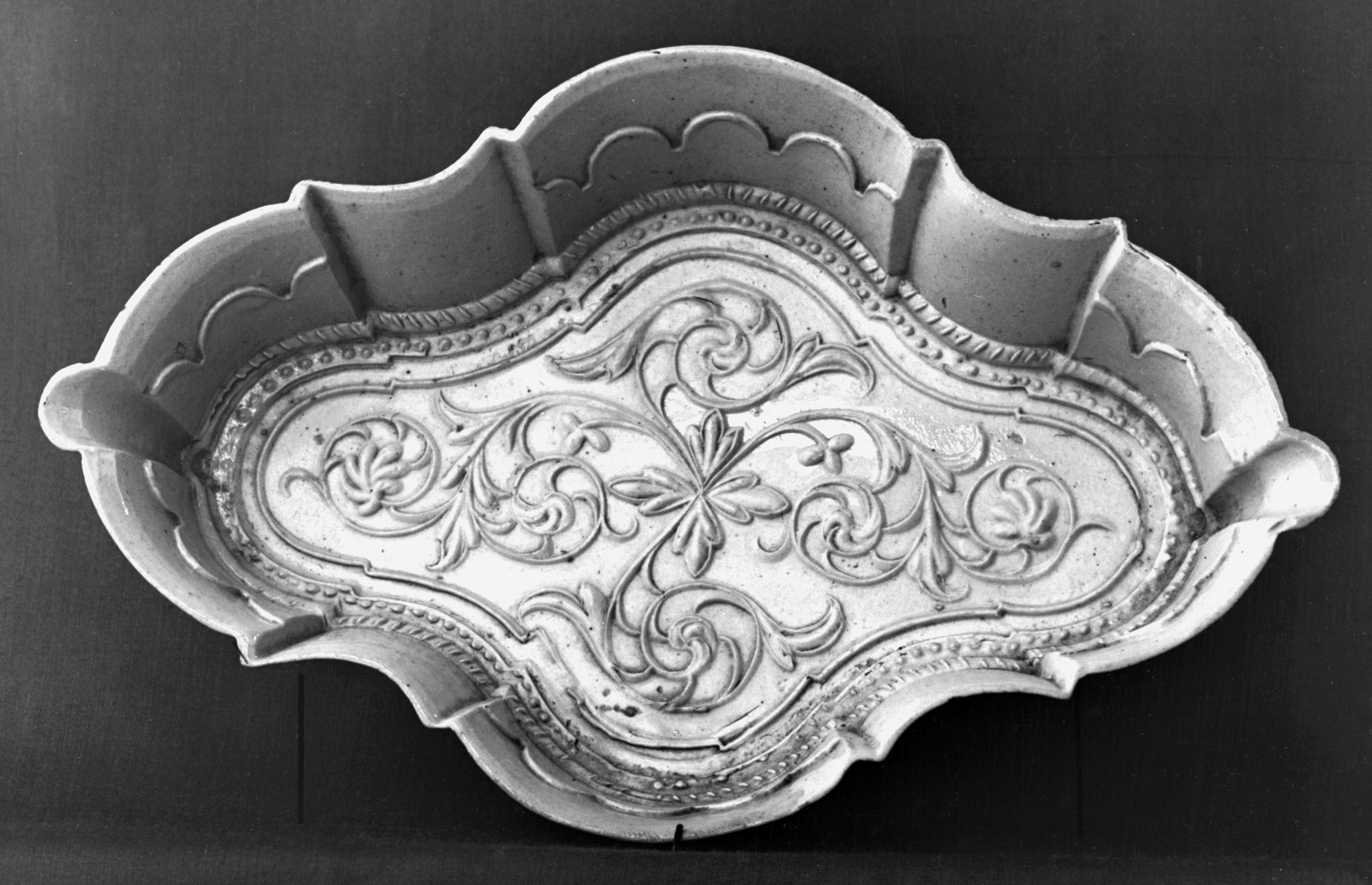
Срібне блюдце для ложок

Блюдце для ложок (англ. spoon boat, boat for spoons, spoon tray, spooner) — елемент чайного сервізу, спеціальне блюдце для розміщення чайних ложок, короткочасно популярне в Англії у XVIII сторіччі.

## Історія
Срібні блюдця з'явилися в побуті близько 1690 року, іноді нагадуючи підставку під чайник. Ймовірно, їх поява зумовлена тією обставиною, що на той час було прийнято пити чай із блюдця, тому на нього неможливо було покласти чайну ложку. Вже з 1722 року почався імпорт китайських фарфорових блюдець для ложок, самі блюдця на той час все ще були новинкою. Імпорт порцеляни, як і у випадку з іншими предметами чайного сервізу, ймовірно, скоротив англійське виробництво аналогів зі срібла.
Блюдця для ложок як частина чайного сервізу вийшли з моди до 1790-х років.